# 158. vestlige længdekreds
Den 158. vestlige længdekreds (eller 158 grader vestlig længde) er en længdekreds, der ligger 158 grader vest for nulmeridianen. Den løber gennem Ishavet, Nordamerika, Stillehavet, det Sydlige Ishav og Antarktis.